# Rebecca Mader

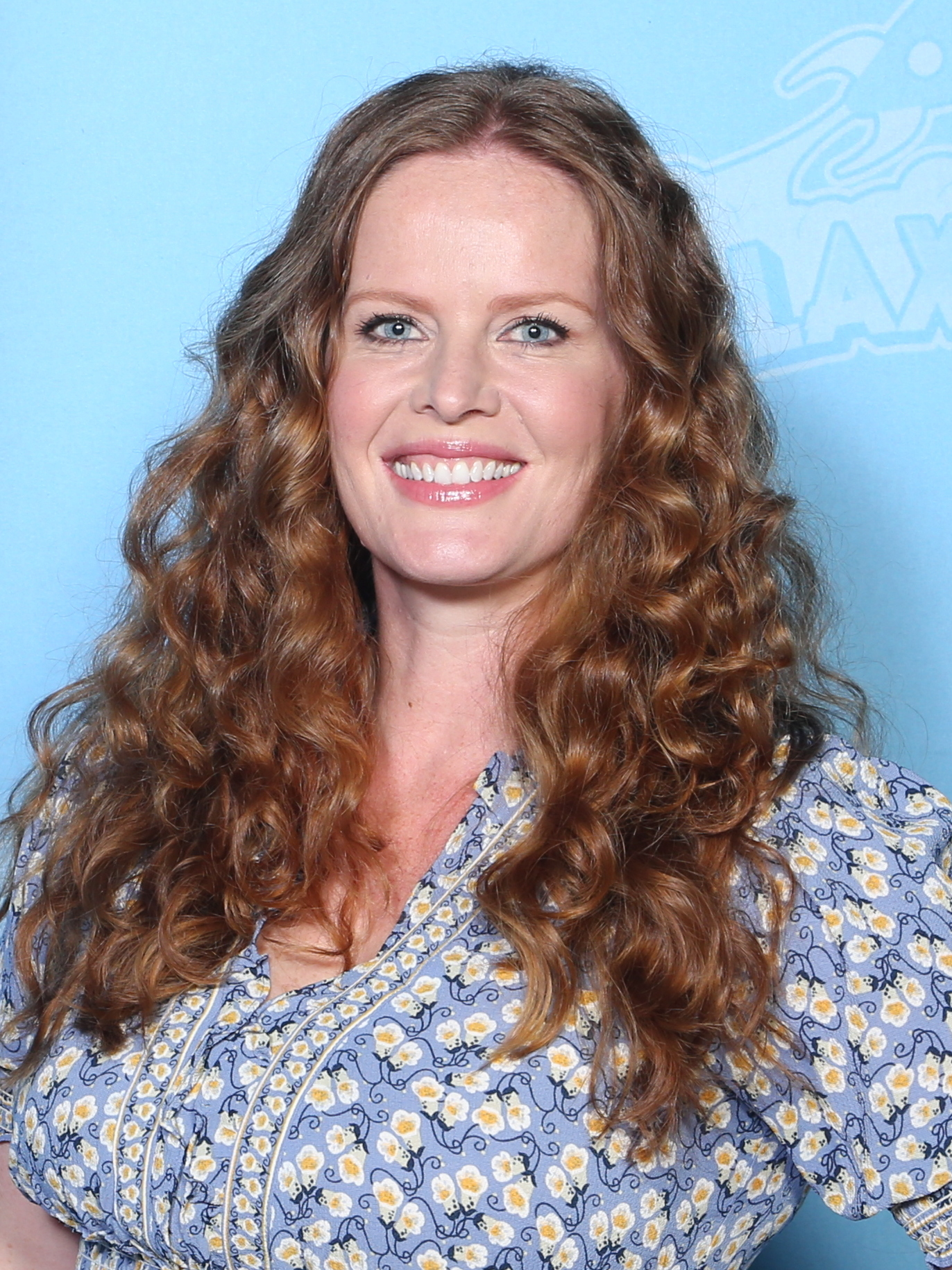
Rebecca Mader (2022)

Rebecca Leigh Mader  (* 24. April 1977 in Cambridge, Cambridgeshire, England) ist eine britische Schauspielerin, die vor allem durch Fernsehauftritte Bekanntheit erlangte.

## Leben
Mader arbeitete eine Zeit lang als Model in New York City, wo sie u. a. für L’Oréal, Colgate und Wella arbeitete. Sie wurde durch die US-Seifenoper All My Children bekannt, in der sie 2003 als Morgan Gordon zu sehen war. 2006 gehörte sie zu den Hauptdarstellern der Anwaltsserie Justice – Nicht schuldig, die jedoch nach nur einer 13-teiligen Staffel abgesetzt wurde. Weitere Bekanntheit erlangte sie schließlich auch international, als sie die Rolle der Charlotte Lewis in der Fernsehserie Lost übernahm, in der sie 2008 und 2009 zu den Hauptdarstellern gehörte. 2010 absolvierte sie weitere Gastauftritte in der finalen Staffel der Serie. Nach ihrem Ausstieg aus Lost im Jahr 2009 sah man sie in dem Kinofilm Männer, die auf Ziegen starren neben George Clooney und Ewan McGregor.
Es folgten weitere Gastauftritte in Fernsehserien, darunter My Superhero Family und Law & Order: LA. Im Mai 2012 war Mader als Gastdarstellerin in zwei Folgen von Fringe – Grenzfälle des FBI zu sehen.
Im Juni 2013 stand sie im Rahmen des Hollywood Fringe Festival erstmals auf einer Theaterbühne, wo sie in dem Stück The Third Date als Barrie zu sehen war. In der dritten Staffel der Fantasyserie Once Upon a Time – Es war einmal … übernahm Mader eine tragende Rolle als Böse Hexe des Westens. Nachdem sie in der vierten Staffel erneut Gastauftritte absolviert hatte, wurde im Juni 2015 bekannt, dass sie in der fünften Staffel als Hauptdarstellerin dem Ensemble angehören wird.

## Filmografie
- 2000: Madigan Men (Fernsehserie, Folge 1x05)
- 2000: Third Watch – Einsatz am Limit (Third Watch, Fernsehserie, Folge 2x21)
- 2003: All My Children (Fernsehserie)
- 2003: Fastlane (Fernsehserie, Folge 1x18)
- 2003: Mimic 3: Sentinel
- 2003: Replay
- 2003: Springfield Story (Guiding Light, Fernsehserie, zwei Folgen)
- 2004: Samantha: An American Girl Holiday (Fernsehfilm)
- 2004: Liebe, Lüge, Leidenschaft (One Life to Live, Fernsehserie)
- 2005: Hitch – Der Date Doktor (Hitch)
- 2005: Law & Order: Trial by Jury (Fernsehserie, Folge 1x01)
- 2005: Stella (Fernsehserie, Folge 1x06)
- 2005: Starved (Fernsehserie, zwei Folgen)
- 2006: Conviction (Fernsehserie, Folge 1x03)
- 2006: Der Teufel trägt Prada (The Devil Wears Prada)
- 2006–2007: Justice – Nicht schuldig (Justice, Fernsehserie, 13 Folgen)
- 2007: Mr. & Mrs. Smith (Fernsehfilm)
- 2007: Great World of Sound
- 2007: Private Practice (Fernsehserie, Folge 1x01)
- 2008–2010: Lost (Fernsehserie, 20 Folgen)
- 2008: The Rainbow Tribe
- 2009: Männer, die auf Ziegen starren (The Men Who Stare at Goats)
- 2009: Ring of Deceit (Fernsehfilm)
- 2010: Law & Order: LA (Fernsehserie, Folge 1x05)
- 2010: The Right Bride – Meerjungfrauen ticken anders (Ceremony)
- 2011: The Big Bang
- 2011: Second City This Week (Fernsehserie, Folge 1x01)
- 2011: My Superhero Family (No Ordinary Family, Fernsehserie, fünf Folgen)
- 2011: Loverboys – Desperate Wives (Cougars, Inc.)
- 2011: Covert Affairs (Fernsehserie, Folge 2x07)
- 2011: The Matthew Morrison Story (Kurzfilm)
- 2011: Friends with Benefits (Fernsehserie, Folge 1x10)
- 2011: Alphas (Fernsehserie, Folge 1x09)
- 2011: Aim High (Webserie, drei Folgen)
- 2012: Fringe – Grenzfälle des FBI (Fringe, Fernsehserie, zwei Folgen)
- 2012: White Collar (Fernsehserie, Folge 4x05)
- 2012: 30 Rock (Fernsehserie, Folge 7x08)
- 2012–2013: Work It (Fernsehserie, elf Folgen)
- 2013: Iron Man 3
- 2013: Key and Peele (Fernsehserie, Folge 3x02)
- 2013: Drop Dead Diva (Fernsehserie, Folge 5x13)
- 2014: Warehouse 13 (Fernsehserie, Folge 5x01)
- 2014: Blue Bloods – Crime Scene New York (Blue Bloods, Fernsehserie, Folge 5x06)
- 2015: Hawaii Five-0 (Fernsehserie, Folge 5x11)
- 2015: Friends in Therapy (Fernsehserie, Folge 3x12)
- 2014–2018: Once Upon a Time – Es war einmal … (Once Upon a Time, Fernsehserie, 67 Folgen)
- 2023: Fire Country (Fernsehserie, vier Folgen)